# یواس‌اس یانگ (دی‌دی-۳۱۲)

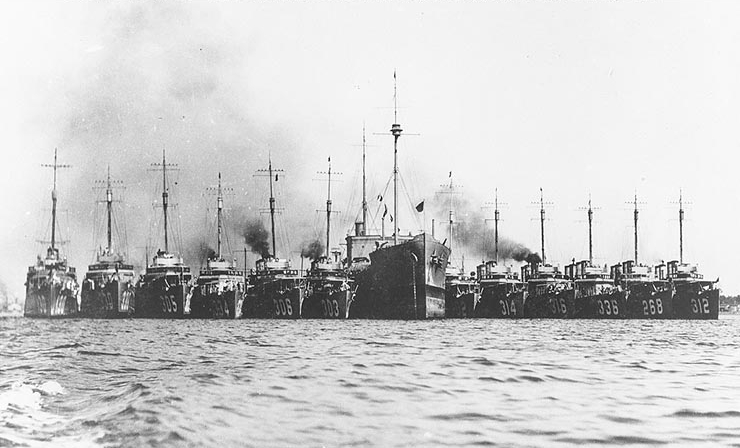
کشتی یواس اس یانگ

یواس‌اس یانگ (دی‌دی-۳۱۲) (به انگلیسی: USS Young (DD-312)) یک کشتی بود که طول آن ۹۵٫۸۳ متر (۳۱۴٫۴ فوت) بود. این کشتی در سال ۱۹۱۹ ساخته شد.